# Testamento de Diego Ruiz de Castellblanch
El Testamento de Diego Ruiz de Castellblanch o Castellblanque, «señor de Torrebaja» (1638), se refiere a la exposición y comentario de un testamento, documento notarial correspondiente a las últimas voluntades de uno de los primeros señores del lugar de Torrebaja, provincia de Valencia, (Comunidad Valenciana, España).

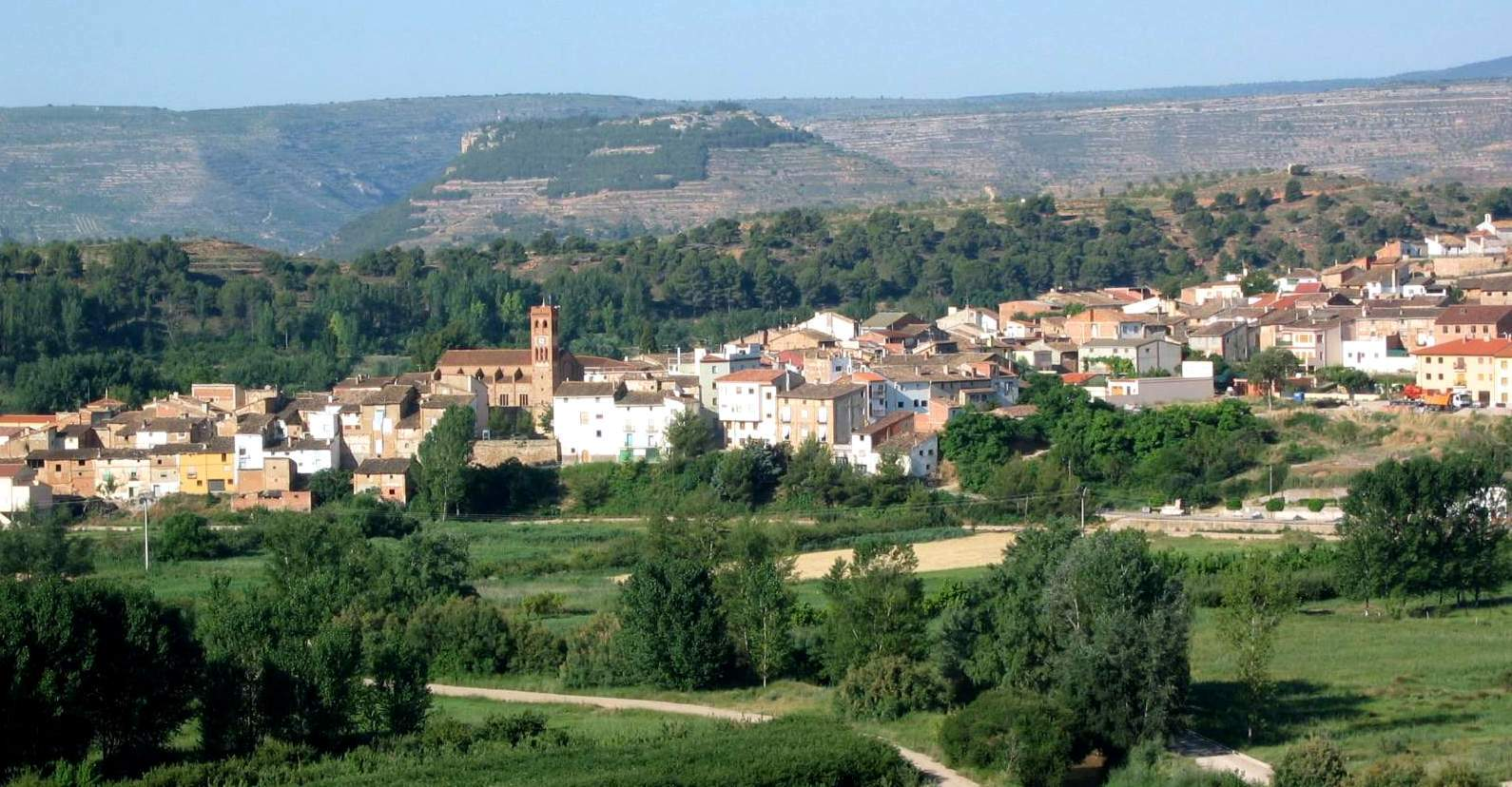
Vista general de Torrebaja (Valencia), desde La Dehesa (Ademuz).

## Introducción
La trascendencia e importancia del manuscrito resulta manifiesta para conocer la historia local, comarcal y provincial, porque constituye uno de los documentos básicos referentes a la constitución del mayorazgo de Torrebaja, territorio de señorío en la jurisdicción de Castielfabib, que marca el origen de la localidad como entidad urbana y futuro municipio.
Además de demostrar los orígenes fundacionales del mayorazgo (siglo XVI-XVII) y su genealogía, define los límites geográficos de aquella antigua propiedad familiar, sobre la que se asentaría el actual municipio de Torrebaja varios siglos después (siglo XIX), ilustrándonos acerca de la forma de vida, mentalidad y preocupaciones de la «pequeña nobleza» en una localidad española del Setecientos.

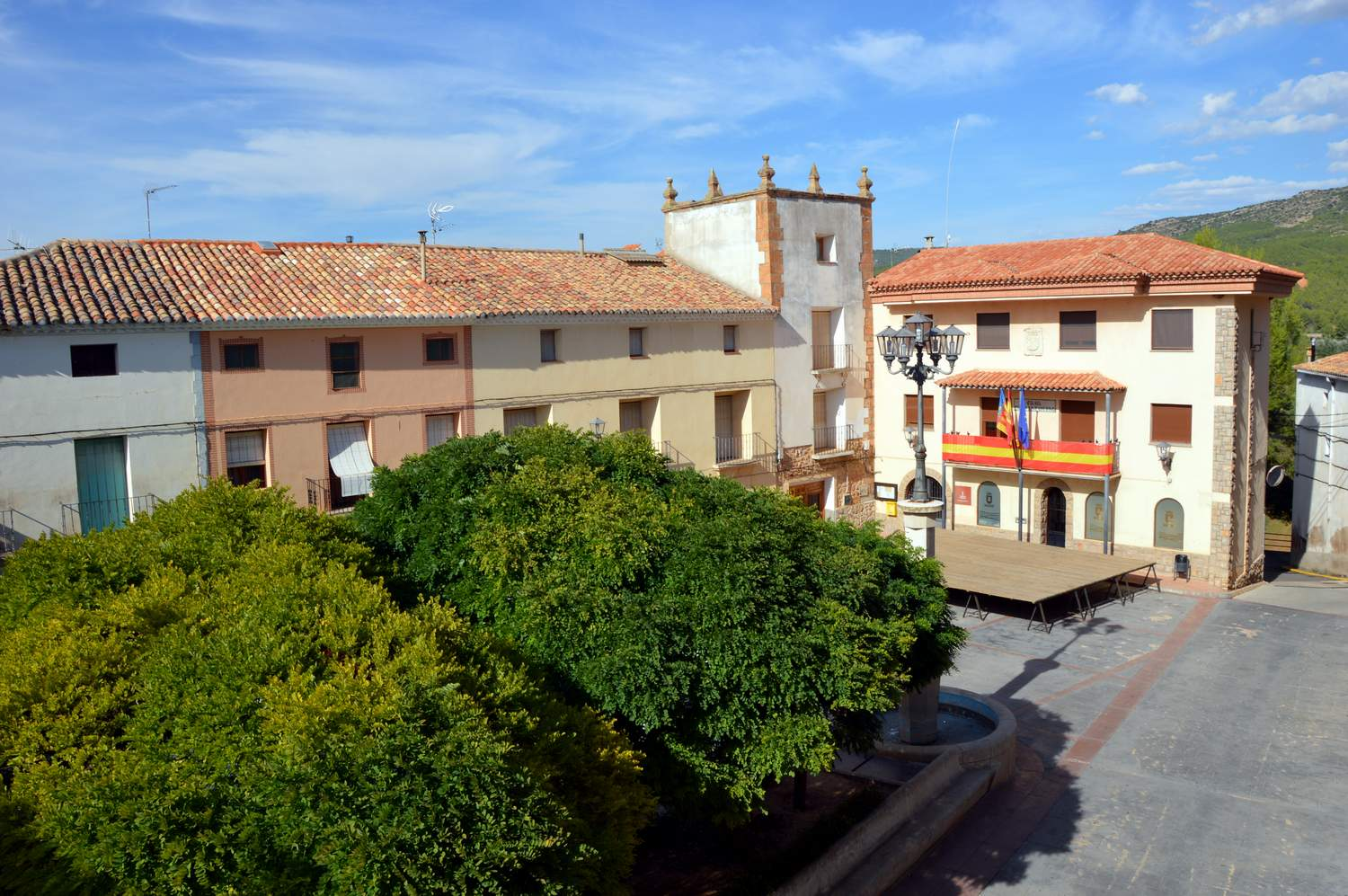
Vista de la Casa Grande y torreón de Los Picos, solar de los Ruiz de Castellblanque en la plaza del Ayuntamiento, Torrebaja (Valencia).

Para el estudio se parte de una reproducción poco legible del testamento (1638), copia manuscrita tardía del documento original, sacada en Albarracín (1729), y que consta de diez hojas.
El registro original es de propiedad particular, aunque existe una copia en el Archivo Histórico Municipal de Torrebaja (Valencia). La letra del manuscrito es clara, basada en trazos firmes y de sugestiva lectura -utilizando tinta negra y plumilla-, sesgada hacia la derecha. La dificultad de su transcripción se cifra en que las líneas de escritura de las páginas vueltas se sobreponen con las rectas, confundiéndose los trazos.
El propósito es el análisis y comentario general del instrumento notarial, habida cuenta su interés para el conocimiento de la historiografía local (Torrebaja), comarcal (Rincón de Ademuz) y provincial (Valencia), completando versiones anteriores.

## Comentario general
El documento es un típico instrumento notarial de la época (siglo XVII-XVIII), cuya comprensión presenta algunas dificultades, nacidas del propio texto manuscrito o de errores de transcrición. Pues se trata de la copia literal de un testamento, realizada casi cien años después de haber sido otorgado por el testador. Para su estudio se ha dividido en tres partes, claramente diferenciadas.

### Encabezamiento y descripción del registro
El epígrafe se refiere al acto de entrega del testamento por parte del testador al notario de Ademuz -Domingo Pérez-, lo que se hizo en presencia de los testigos que se citan. La inscripción del documento dice claramente que se trata de un testamento y de la fecha de entrega (1638); sin embargo, el notario encabeza el registro de recogida de la plica como «millesimo sescentisimo vigisimo octavo die vero intitulato cuarto mensis octubris», que en la traducción literal correspondería al 4 de octubre de 1628, pensando que dicho «vigisimo» pueda ser realmente un «trigésimo», aviniéndose más con la lógica. Como de la fecha del testamento se dice más adelante, siendo esta coincidente con dicho año, hemos de pensar que la copia o la traducción del encabezamiento no es correcta, sin que tengamos otra explicación que la expuesta (fol.1r-v). La data del testamento lo es «en el Lugar de la Torrebaja del Villar de Orchet», siendo en este epígrafe donde aparece por primera vez el nombre de Torrebaja asociado al del Villar de Orchet. En el registro no se dice el día de la muerte del testador, pero sí que el testamento fue abierto por el notario en Torrebaja, delante de los herederos, el 14 de mayo de 1643, probablemente el mismo día de su fallecimiento (fol.2r). Es de pensar que fuera así porque en el texto se dan precisas instrucciones para el sudario, enterramiento y limosnas a gente necesitada (vestidos y dineros), que debían hacerse el mismo día del óbito, así como de las misas a celebrar, que debían decirse dos días después.

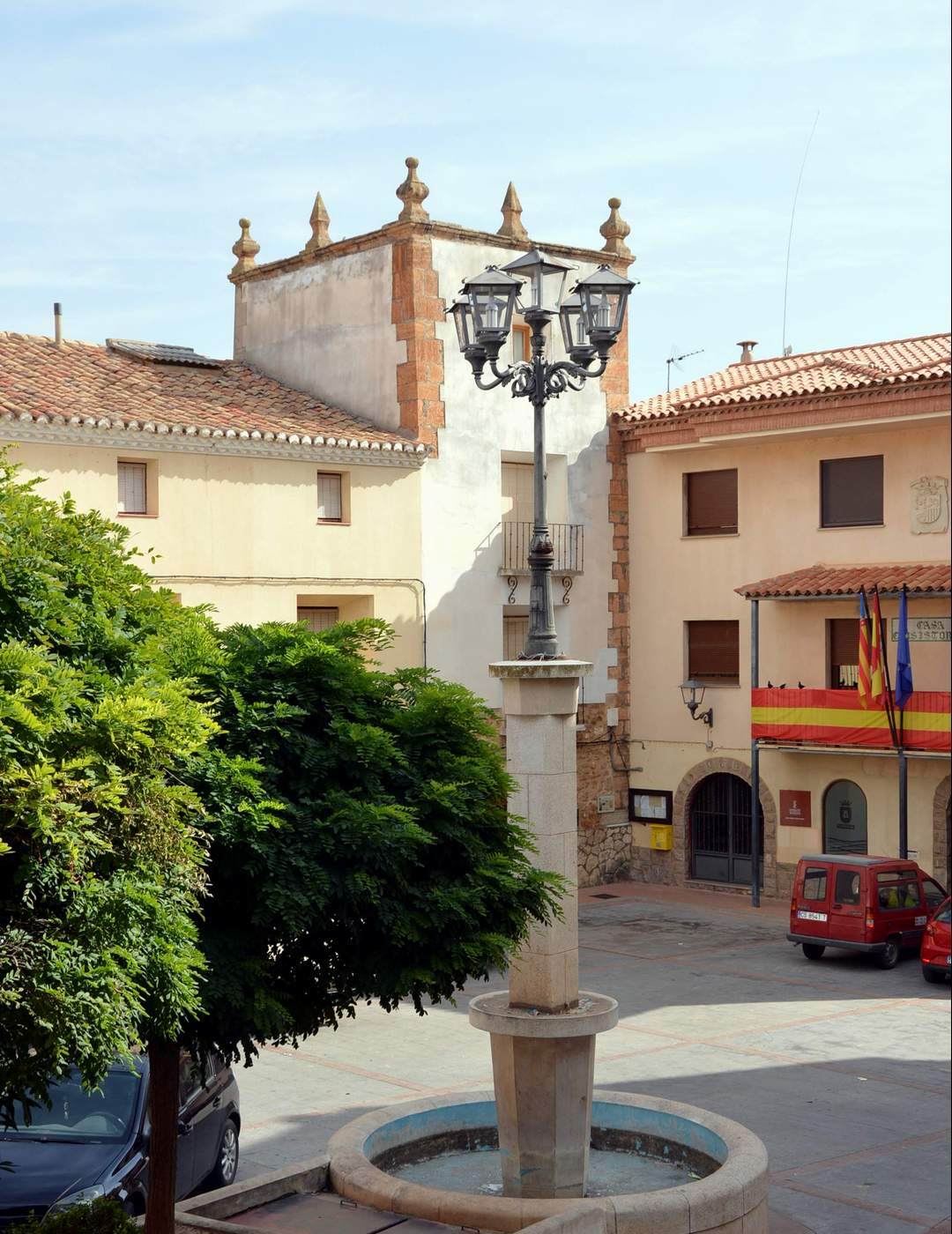
Detalle del torreón de Los Picos, anexo a la Casa Grande, solar de los Ruiz de Castellblanque en la plaza del Ayuntamiento, Torrebaja (Valencia).

### Del testamento propiamente
De la meticulosa descripción del notario se colige que el testamento se componía de seis hojas [tres folios doblados en cuartilla, haciendo seis hojas]: cinco escritas y una en blanco. El testamento comienza al estilo de la época: «Yn Dei nomine Amen>: en el nombre de Dios Amen. Se identifica el testador con su nombre y título, dándonos razón del nombre de sus padres, «señores que fueron de este dicho mi lugar...», siendo dichos datos de gran utilidad para establecer la cronología y nombres de los señores de Torrebaja. A tenor de lo que se dice, don Diego se halla enfermo y encamado. Nada se dice de su edad y dolencia, pero sí que es un hombre creyente y «temeroso de la muerte que es natural a todo hombre...», aludiendo a sus devociones. Da precisas instrucciones a sus albaceas, para cuando fallezca, indicando cómo quiere ser amortajado e inhumado, «con el hábito de San Francisco y enterrado y sepultado dentro de la Capilla mayor frente del Smo. Sacramento de la iglesia» del Lugar de Torrebaja. 
Aunque no se menciona la advocación del templo, tal vez sea esta la primera vez que se alude a la Iglesia Parroquial de Santa Marina en un documento particular. La siguiente mención más próxima la hallamos en la Relación ad limina de fray Diego Serrano de Sotomayor, obispo de Segorbe (1641), «cuius ecclesia parrochialis sub honorifficentia est Sanctae Marinae, quas ecclesias earumque ornamenta ac vasa divino culti dicata visitavi et inveni supradictum rectorem ex fructibus primitialibus in sui sustentationem et reditum plusquam centum libras capere» [=cuya iglesia parroquial está dedicada en honor de santa Marina, las cuales iglesias (la de Torrebaja y Torrealta), ornamentos y vasos divinos dedicados al culto visité y encontré que el rector mencionado recibe de los frutos primiciales para su sustentación y renta más de cien libras].
Los datos poblacionales más próximos y fiables de Torrebaja concoidos son de 1656, teniendo entonces el Lugar 30 casas (unos 135 habitantes), cifra que se mantendría hasta principios del siglo XVIII (1705). Otra mención interesante se refiere al convento de San Guillén de Castielfabib (que en el manuscrito se grafía «Castiel-favi»), en cuyo privilegiado altar sugiere a sus albaceas se celebren parte de las mil misas que ha encargado por su alma. El testador manifiesta prisa porque se celebren los servicios encomendados tras su fallecimiento, exhortando que si fuere necesario se traigan sacerdotes de fuera y a su costa, que ayuden a celebrarlos. Entre las donaciones se halla una de «diez libras moneda reales de Valencia» a la cofradía de Nuestra Señora del Rosario, «fundada en mi iglesia de este mi lugar (...), para que con ellas se ayude a un retablo para la imagen de la Virgen». Dicho retablo podría ser uno que hubo del siglo XVII, destruido durante la guerra civil española (1936-1939), donde se mostraban tallados dos escudos de los «Ruiz de Castellblanque», uno con cinco torres y otro con un castillo, del que también dice Badía Marín (1953).
Por el siguiente Ítem don Diego hace reconocimiento de don Jayme, su hijo mayor y heredero en el vínculo de su mayorazgo y señorío, habido con su legítima mujer, doña Ana María de Cabestani y Caballería; estableciendo al tiempo la línea sucesoria entre los hijos del heredero y el resto de sus hijos varones -don Francisco, don Fernando y don Cristóbal-, si el primero careciere de descendencia. Historiográficamente, uno de los puntos más importantes del testamento es el que hace referencia a la delimitación del término, distrito y jurisdicción del Mayorazgo, «para que se sepa y averigüe, y esté clara la verdad y cese toda la confusión...». De los topónimos que emplea el testador para definir su propiedad reconocemos hoy claramente «la acequia vieja de Castiel-favi», «la Loma», «la hermita de San José», «el molino harinero» (todavía conocido como del Señor), «la rambla Forte-Cardenchal». El término del mayorazgo, sin forzar las lindes, fácilmente se podría superponer con el actual término municipal de Torrebaja. Interesantes conclusiones pueden extraerse del asunto: tales las referencias a la citada Ermita de San José, frente al camino viejo de Ademuz-Teruel por Las Vueltas, que ya existía entonces, datando probablemente del intersiglo XVI-XVII.

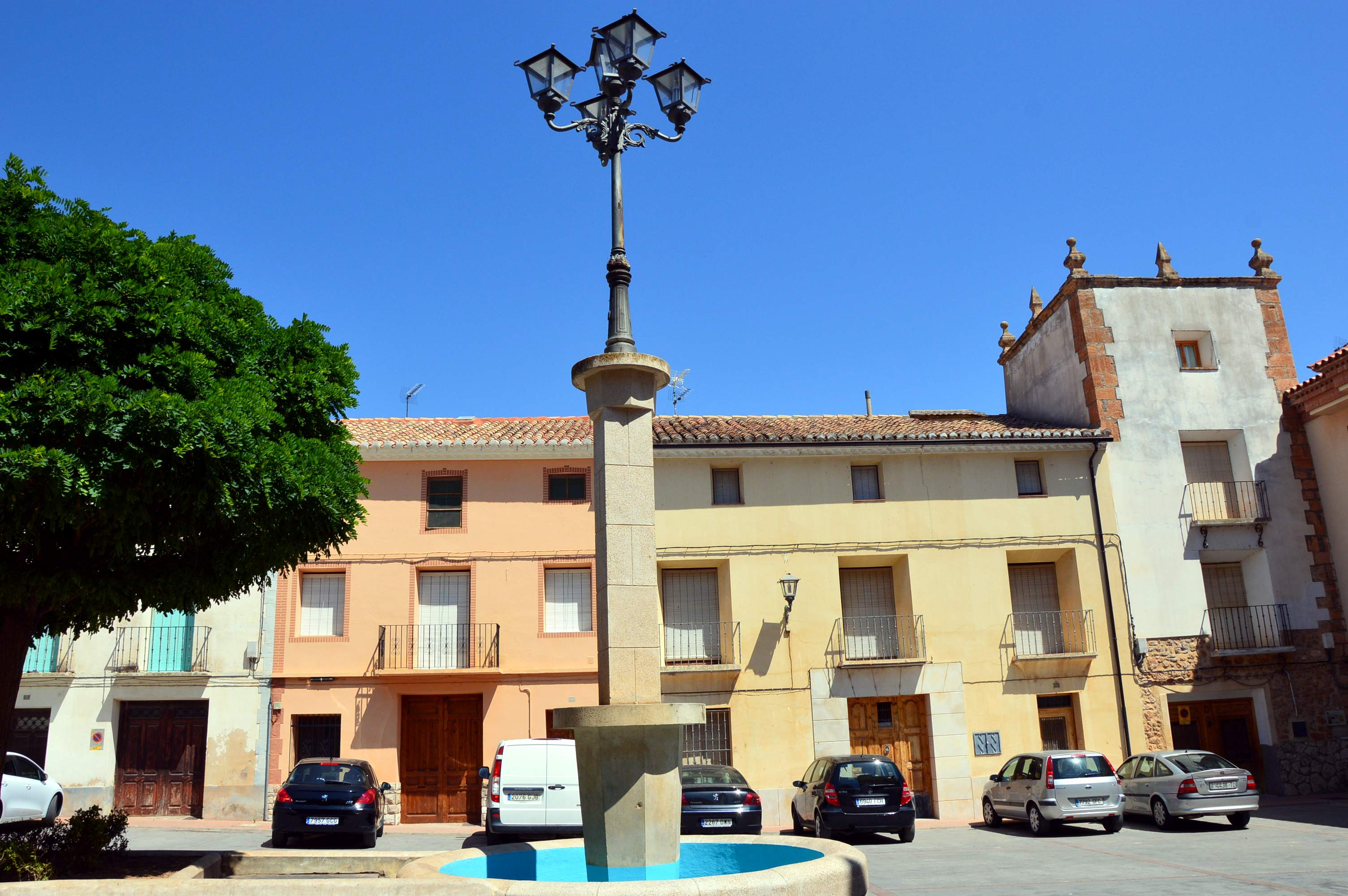
Vita general de la Casa Grande, antiguo solar de los "Ruiz de Castellblanque" en la plaza del Ayuntamiento, Torrebaja (Valencia).

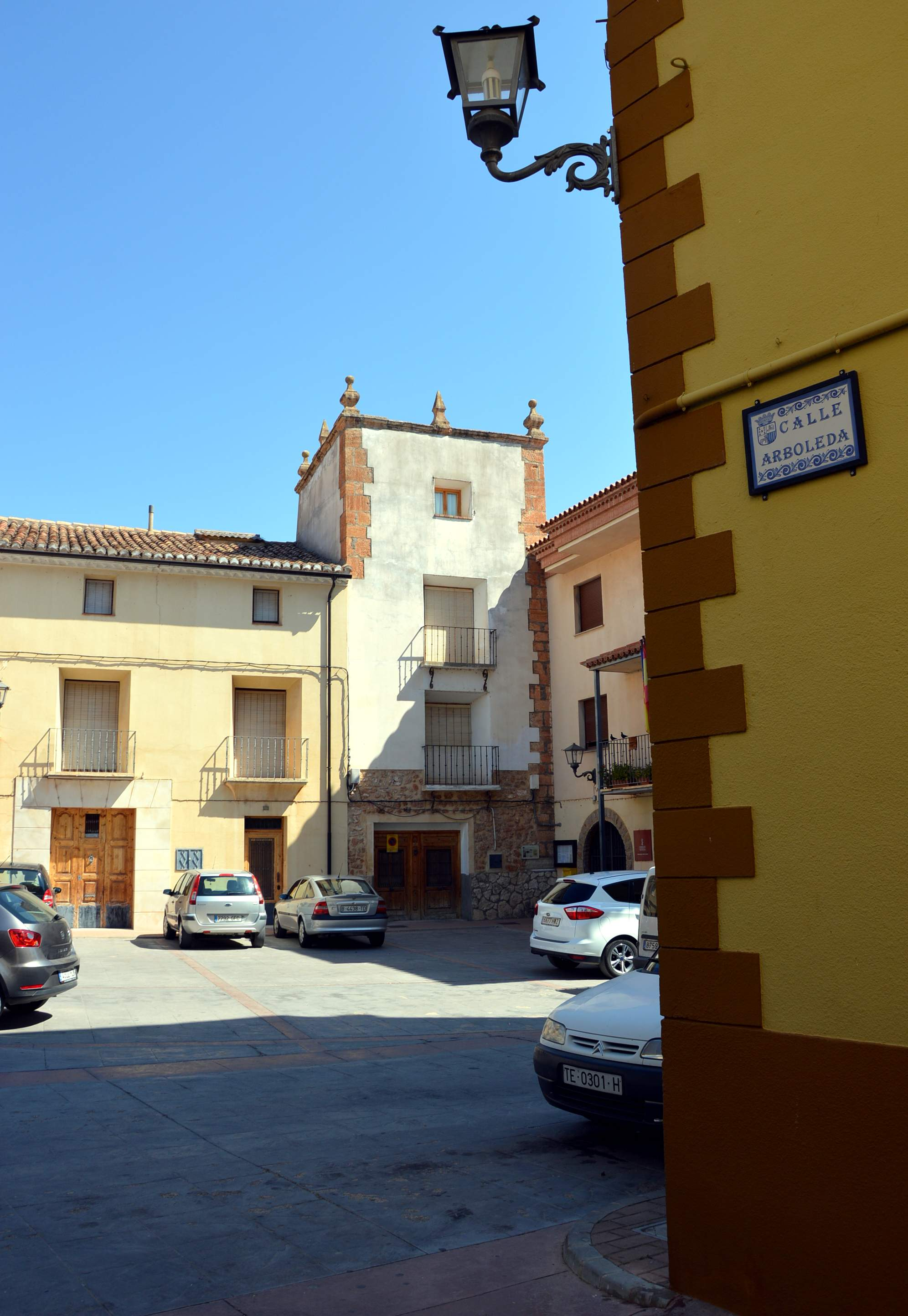
Vita parcial de la Casa Grande, antiguo solar de los "Ruiz de Castellblanque", con detalle del torreón de «Los Picos», Torrebaja (Valencia).

De las propiedades de don Diego en el término de Ademuz hay también constancia por ciertos desafueros que cometieron las autoridades de aquella villa, referentes a la variación del curso recto del Guadalaviar o Turia y su tránsito por tierras propias de dicho «Ruiz de Castilblanque» (1769). Dice también de los impuestos (pecha) que tienen que pagar sus herederos por aquellas propiedades a Ademuz; así como a Castielfabib, por el horno, el molino, la tienda, la carnicería y el mesón, servicios anejos a su vínculo, pero sujetos a la jurisdicción de Castielfabib; asimismo que por pastos y leñas de sus montes. No debe olvidarse que, según las leyes del Estado, cada Mayorazgo debía construir a su cargo horno, molino, posada (e iglesia), para la satisfacción de las necesidades materiales y espirituales de los colonos y arrendatarios. El horno, ya desaparecido, se hallaba en el callejón del Horno, lindante con las huertas y cercados; el molino harinero pervive, actualmente rehabilitado y destinado a otros fines, aunque conservando su primitivo nombre (molino del Señor); al igual que la posada, cuyo edificio, según el desvanecido escudo nobiliario de su fachada, enmarcado en la clave de un arco recto de piedra, data de 1771.
Otra cuestión de interés para la cronología de los titulares del Mayorazgo se halla en la mención de don Juan Ruiz de Castellblanque, «mi hermano, que goza de Dios, señor que fue de este dicho mi lugar de Torrebaja (que) murió el año pasado de mil seiscientos veinte y tres (1623), por el mes de septiembre», al que sucede por haber fallecido sin descendencia ni testamento (fol. 5v). La cuestión que se plantea salta a la vista: si dice que falleció el año pasado y escribe 1623, cabe entender pues que el testamento lo está dictando en 1624, lo que no se corresponde con la data del encabezamiento (1628) ni con la fecha que va escrita al dorso de la plica del testamento (1638): como sea que ambas cifras están escritas en letras y guarismos no cabe pensar que ha habido un error en la transcripción del registro. Se trata de una cuestión a dilucidar. Asimismo, resulta de interés la información que aporta, referente a los beneficios que tenía creados: uno en la «capilla de san Bartolomé», lado izquierdo del altar mayor en la Iglesia parroquial de Nuestra Señora de los Ángeles de Castielfabib y otro que denomina «capilla de la Magdalena», sito en la iglesia mayor (primitiva parroquial de San Pedro, ubicada en el recinto de la fortaleza) de la villa de Ademuz (fol. 5v-6r).
Referente a doña Vicenta de Vergara, esposa de don Juan Ruiz de Castellblanque, vemos como su cuñado le devuelve novecientas libras, a cuenta de las cuatro mil que dicha señora aportó como dote al matrimonio. Como sea que de dicha unión no hubo hijos, la dote es recuperada por la viuda: se trata de un caso de recuperación de «bienes dotales» –según establecía el derecho foral valenciano-. Respecto a doña Margarita -su hija- nos dice que la casó con Francisco de Espejo Ressa, vecino de la villa de Castielfabib, difunto por entonces. Resulta de gran interés conocer las transacciones económicas de las dotes, a modo de capitulaciones matrimoniales, y de las condiciones que le impone si vuelve a casarse sin el consentimiento de su madre y hermano mayor; así como las relaciones que estableció la familia «Ruiz de Castellblanque» con la de los Espejo de Castielfabib, uno de cuyos miembros fue administrador de los «condes de Fuentes», posteriormente emparentados con los Dolz, formando la estirpe de los «Dolz de Espejo», que acabaron ostentando el título de «condes de la Florida». Don Diego Ruiz de Castellblanque nombra como albaceas testamentarios a su esposa doña Mariana de Casbestani y Caballería, a la que cariñosamente menciona como «mi amada y querida muger y señora»; y a don Juan Muñoz de Castellblanque, su primo materno (fol. 2v), vecino de la villa de Moya (Cuenca) (probablemente de la rama castellana de la familia Castellblanque); y a su hijo mayor, don Jaime. Finalmente, don Diego reconoce que este es su testamento, expresión de su postrera y última voluntad, «escrito de mano ajena y firmado con su nombre», anulando otros que hubiera podido hacer por escrito o de palabra, datándolo a 27 de septiembre de 1638 (fol. 9v).

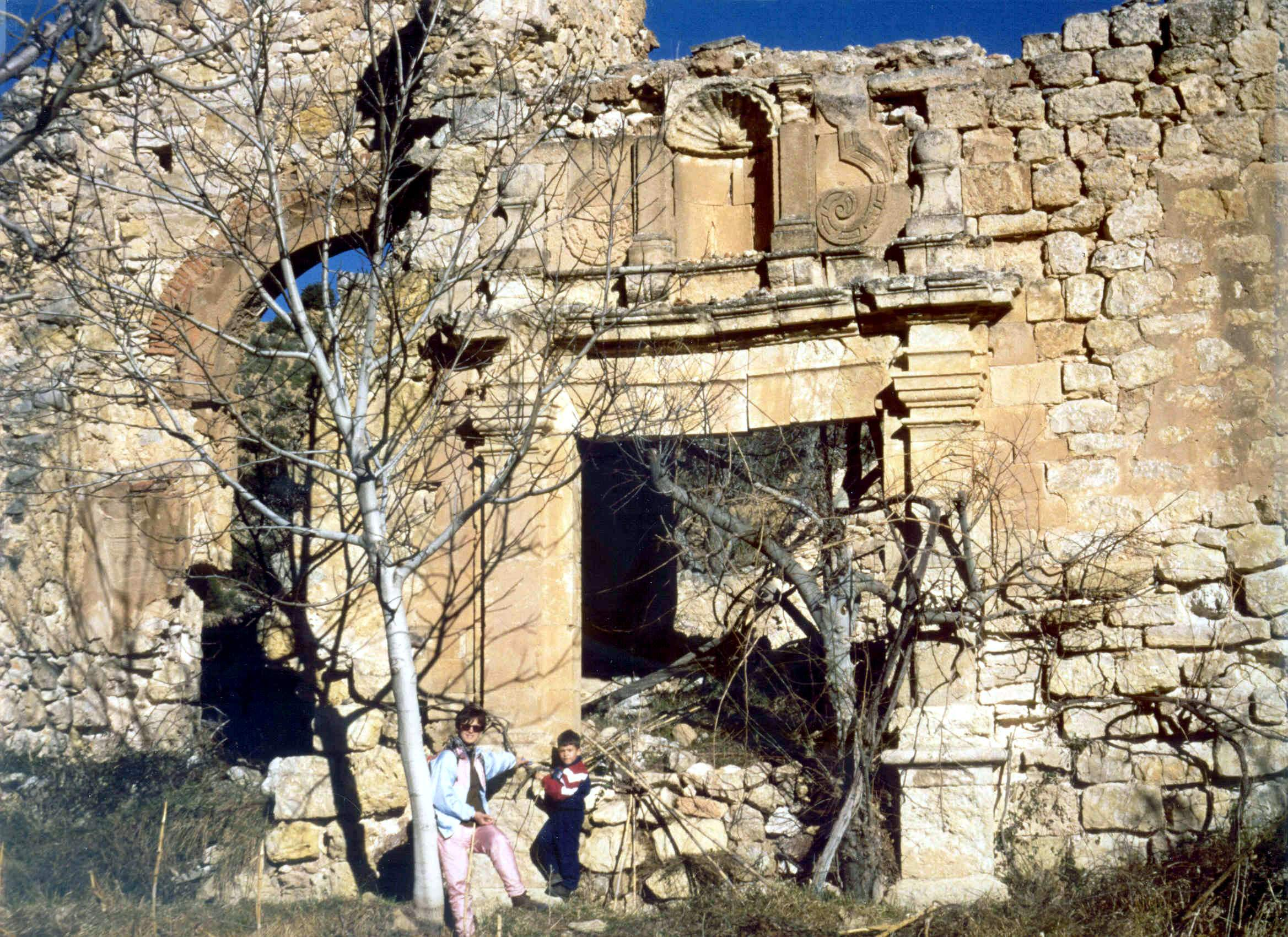
Vista de la fachada principal de la iglesia del «Convento de San Guillermo», Castielfabib (Valencia), en cuyo altar privilegiado quiso el señor de Torrebaja se dijeran parte de las mil misas que encargó por la salvación de su alma.

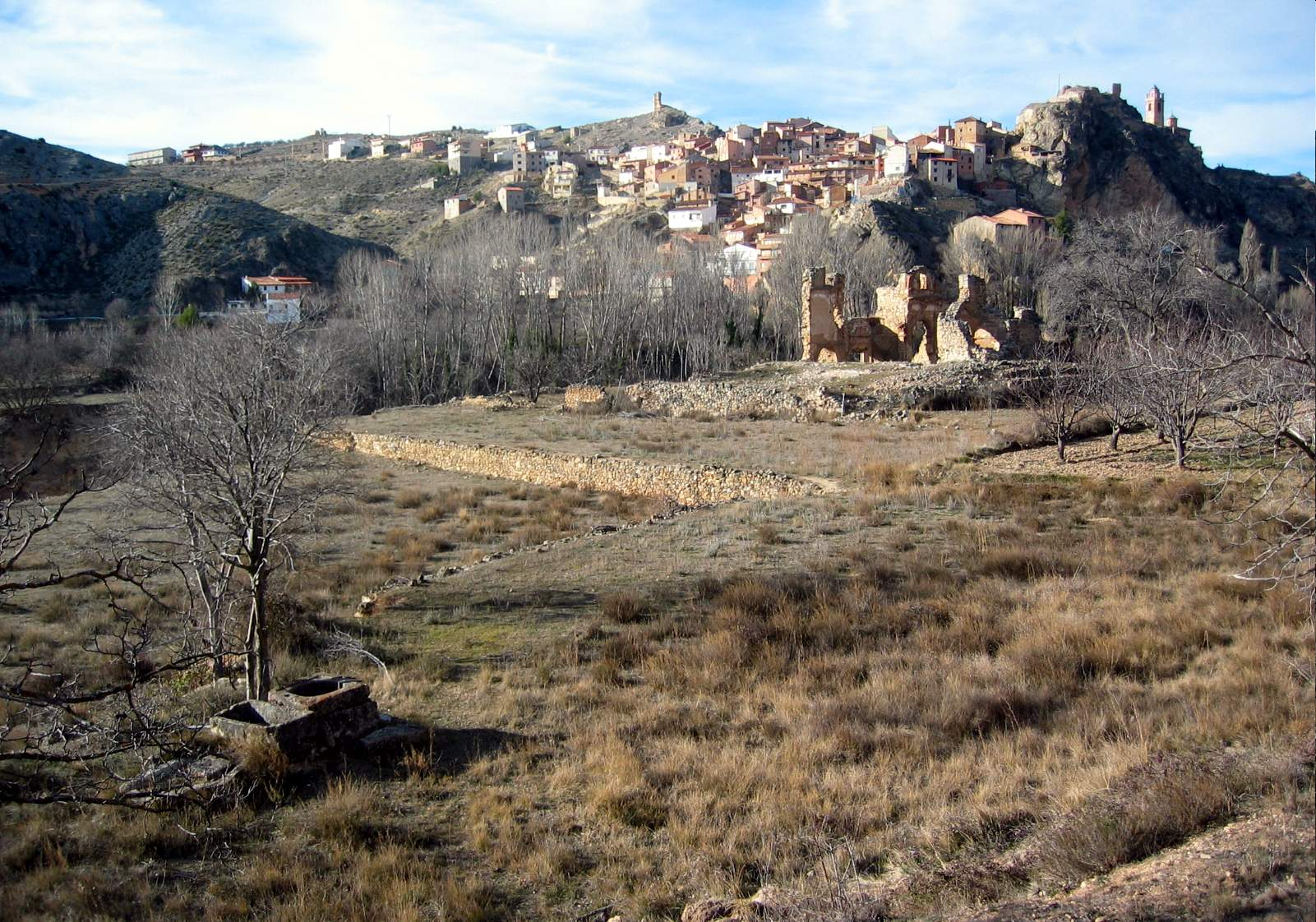
Vista de las ruinas del «Convento de San Guillermo» en Castielfabib (Valencia), con detalle de la villa al fondo.

### Certificaciones de veracidad y autenticidad del registro notarial
La plica del testamento fue abierta y publicada, aceptándolo los herederos, quienes solicitan del notario de Ademuz -Domingo Pérez- «les recibiese carta pública para memoria de lo venidero, la cual por mi les fue recibida en dicho lugar de la Torrebaja los dichos día mes y año en el principio calendados», ante los testigos, labradores de dicho lugar, que se citan. Lo cierto es que se desconoce a qué fecha se refiere exactamente el notario, pudiendo ser la de apertura del testamento (14 de mayo de 1643) (fol. 2r y 9v). 
Autentifican el documento, de una parte, José Fernández Royo, ciudadano y domiciliado en la ciudad de Santa María de Albarracín, notario real en todo el Reino de Aragón, conforme el testamento de don Diego Ruiz de Castellblanque, «señor de Torrebaja», testificado por Domingo Pérez, notario real y vecino de Ademuz, del Reino de Valencia es cierto, sacándolo palabra a palabra y fielmente, para cuyo efecto le fue presentado el original, que obraba en poder de don José Ruiz de Castellblanque, «señor de Torrebaja» en aquella fecha (1729).
Por debajo del último párrago firman y signan con su acostumbrado signo, certificando y dando fe [que José Fernández Royo, Notario Real de quien va sacada y autorizada la antecedente copia de testamento es tal notario como se intitula, fiel y legal y de toda confianza] los notarios apostólicos Pedro Martínez de Tejadillos y Gerónimo Tormón y Pérez, a dos días del mes de septiembre de 1729 (fol. 10v y 11r).

## Sociedad y mentalidad españolas en elsigloXVII
Las fechas del registro notarial que se expone nos ubican en la España del Setecientos, entre el primer tercio del siglo XVII (1628) y primero del XVIII (1729), esto es, en las postrimerías de lo que se ha conocido como Antiguo Régimen, con una monarquía centralista administrando una sociedad profundamente estamentarizada y bastante impermeable -aristocracia (nobles), eclesiásticos, y pueblo llano: formado por las clases medias y populares (funcionarios y empleados del Estado), comerciantes, gremios y trabajadores de la tierra colonos y renteros (vasallos)-; una sociedad, en suma, que apenas ofrece resquicios para ser traspasada.

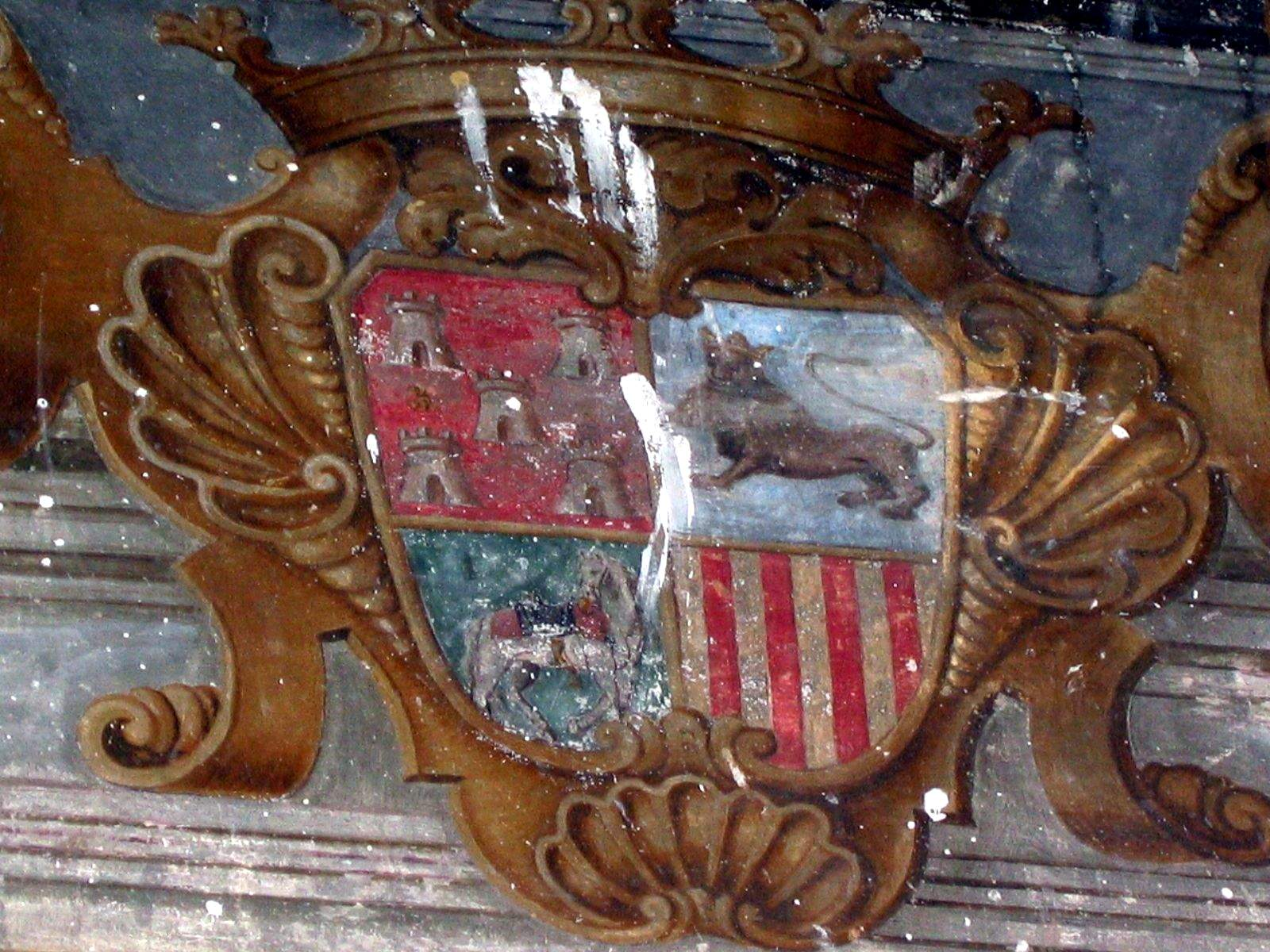
Detalle del escudo de los Ruiz de Castellblanque, señores de Torrebaja en la ermita de san Roque, Torrebaja (Valencia).

Pueden verse desfilar por el testamento a familiares (padres, hermanos, esposa, hijos, y primos del testador); a terratenientes, eclesiásticos, colonos y renteros, notarios reales y apostólico, personajes de carne y hueso, con sus problemas, nombres y apellidos. En los de alguna alcurnia, su nombre va precedido del don, pero no en los demás: notarios, labradores y renteros. 
Destaca la gran preocupación de don Diego Ruiz de Castellblanque por la salvación de su alma, encargando para este fin la nada despreciable cantidad de «mil misas», entre las que cabe contar las cuarenta a san Vicente Ferrer, así como el deseo de ser inhumado en su iglesia, dentro de la Capilla mayor, frente del Santísimo Sacramento; y vestido con el hábito de san Francisco, su abogado y patrón (fol. 3v). Y cierta finca de sus bienes libres (no vinculados al mayorazgo), que dejará «a quien me hiciere celebrar cuatro aniversarios cada año y perpetuamente...» (fol. 5v). En este sentido, es de destacar su deseo de marcharse en paz de este mundo, por lo que manda saldar algunas cuentas que tiene con el Concejo de Aliaguilla, aldea de la villa de Moya (Cuenca), y cinco libras reales moneda de Valencia al reverendo Mosen Pedro Marín, vicario de Villel (Teruel), por ciertos negocios que tuvo con él y que parece no le dejan la conciencia tranquila (fol. 7v). Asimismo, si alguna persona aparece reclamando alguna deuda, ordena se le pague de sus bienes y con su juramento si no excede de cinco libras lo que reclama; y provándolo legalmente, si excede (fol. 9v).
Entre la pequeña nobleza de entonces, destaca la preocupación por el apellido y condición, la idea de la «pureza de sangre y el honor», así como la pasión religiosa, elementos importantes en el sentir de la sociedad del siglo XVII, época de fundación de numerosos conventos y «casas de religión». Los segundones de las grandes familias solo disponían de dos caminos para salir adelante: el ingreso en religión o el ejercicio de las armas. Y para las mujeres, casar con algún rico hacendado, cual es el caso de doña Margarita, que contrajo nupcias con un vástago del ricohombre castielfabiense don Francisco de Espejo y Ressa (fol. 6v).
Respecto a los dos hijos que desean entrar en religión y caballería de la orden de san Juan -don Francisco y don Fernando-, como los gastos para los «expedientes de nobleza» y «limpieza de sangre» eran muy costosos, y su legítima tal vez no pudiera permitírselo, es voluntad del testador que les ayude y supla en lo necesario su hermano don Jaime, heredero del Mayorazgo (fol. 3v). Asimismo, aclara: «Y si don Fernando se inclinara a ser religioso monacal o mendicante pueda entrar en esta pretensión (...), antes de profesar haga renunciación de su legítima (...) en favor de los demás» (fol. 9r). De hecho, para profesar en conventos no mendicantes, a más de la «limpieza de sangre», debían aportar su propia dote; de ahí el enriquecimiento de muchas casas de religión, por las donaciones y aportaciones de los propios religiosos. 
Pero no todo el mundo podía entrar en religión. De hecho, las personas que habían practicado oficios manuales, o que tenían padres o abuelos dedicados estos oficios, no podían profesar. Solo los hidalgos y gentilhombres, y siempre que demostraran su pureza de sangre (cuyos expedientes elaboraba la Santa Inquisición), demostrando al tiempo que ni ellos ni sus antepasados habían ejercido oficios manuales, considerados deshonrosos; solo entonces podían acceder al claustro.

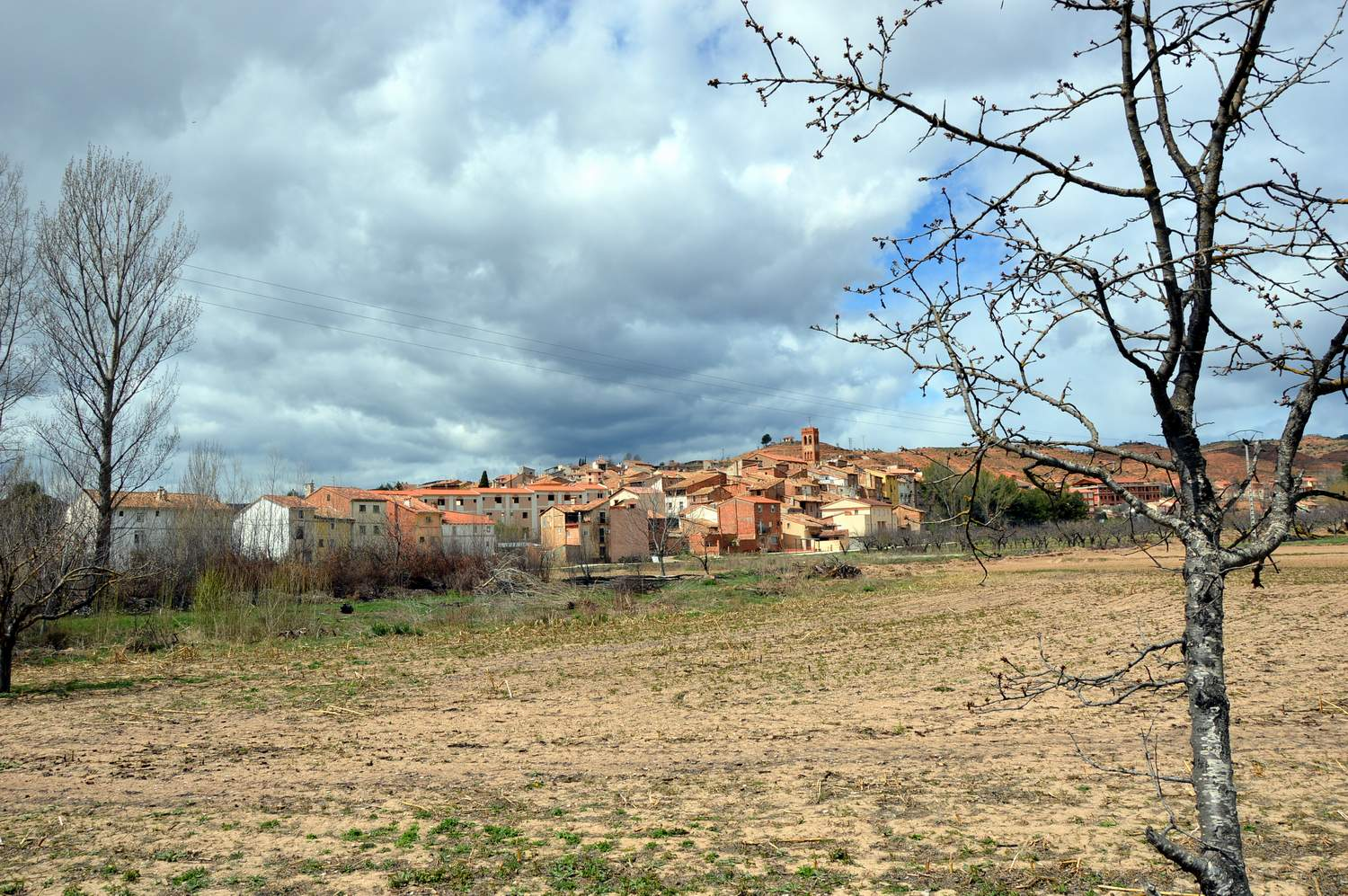
Vista general del caserío de Torrebaja (Valencia), desde el Rento.

## Conclusión
El testamento de don Diego Ruiz de Castellblanque, señor de la Torrebaja del Villar de Orchet, es un magnífico registro notarial, fiel reflejo de la vida y preocupaciones de los hombres de cierta alcurnia de la España de principios del siglo XVII, a la vez que ventana privilegiada desde la que atisbar la vida diaria de los pobladores del Rincón de Ademuz.
Pese a los problemas de transcripción planteados, permite asomarnos al pasado, enfocando nuestro objetivo sobre el pequeño lugar de Torrebaja, cuatro siglos atrás, para conocer multitud de detalles de las gentes que lo poblaban, de sus problemas y obsesiones; de los nombres y apellidos de tres generaciones de «señores de Torrebaja», y de otros personajes del entorno comarcal (propietarios, notario y eclesiásticos), incluidos los nombres y apellidos de colonos o labradores del mayorazgo (que aparecen como testigos y pecheros). 
Asimismo, nos ofrece datos concretos referidos a las lindes o mojones del «señorío de Torrebaja», ubicado en la jurisdicción de Castielfabib: topónimos, jurisdicción, pago de tributos, edificios civiles y religiosos, incluida la casa habitación del señor -que poseía una cama dorada con la colgadura de damasco con lamares de oro, rodapiés, colcha y carpeta, heredados de su hermano-, iglesia, molino y ermita, etc.
Documentos como el expuesto nos permiten entender mejor el pasado y el presente de un lugar y sus pobladores, a la vez que constituye una herramienta de primer orden para construir el futuro. Porque, como se ha escrito: No hay vida sin raíces, ni identidad sin historia, ni futuro sin pasado....